# Guru Tegh Bahadur
Cette page contient des caractères d'alphasyllabaires indiens. En cas de problème, consultez Aide:Unicode.
Guru Tegh Bahadur (ਗੁਰੂ ਤੇਗ਼ ਬਹਾਦੁਰ (gurū teġ bahādur) est le neuvième des dix Gurus du sikhisme. Il est né le 1er avril 1621 à Amritsar et mort exécuté le 11 novembre 1675 à Delhi.

## Biographie
Fils de Guru Hargobind, il choisit très tôt la voie de la réclusion méditative, et passe 27 années de sa vie retiré du monde, au village de Bakala près d'Amritsar notamment.
En mars 1665, Guru Har Krishan mourant le désigne comme 9e guide spirituel des Sikhs, répondant "Baba Bakala" ("le maître de Bakala)") à ceux qui le pressent de nommer un successeur. Sa découverte à Bakala par un marchand et l'annonce de sa désignation fait l'objet d'une très belle histoire.
Guru Tegh Bahadur installe sa famille à Patna, capitale du Bihar, et passe beaucoup de temps à visiter et organiser les communautés de sikhs disséminées dans toute l'Inde.
En 1665, il achète à la rani de Bilaspur des terres sur les contreforts himalayens, et y pose les premières pierres de la ville d'Anandpur Sahib.
Peu avant sa mort, il reçoit une délégation de 500 brahmanes du Cachemire : l'empereur moghol Aurangzeb leur ordonne de se convertir à l'Islam sous peine de mort. C'est une façon de marquer la domination de l'Islam radical moghol sur les traditions hindouistes, celles-ci étant particulièrement préservées au Cachemire.
Guru Tegh Bahadur leur recommande de répondre à l'empereur qu'ils se convertiront si lui-même se convertit. Le guru est alors convoqué à Delhi, où il se rend avec deux disciples, après avoir nommé son fils, Gobind Rai (futur Guru Gobind Singh, 10e guru) comme successeur. 
Arrivés à Delhi, les disciples du guru sont torturés sous ses yeux, Mati das, Sati das, Dayala. Refusant toujours la conversion, Guru Tegh Bahadur est décapité face au Fort Rouge de Delhi, au lieu où se dresse désormais la Gurdwara Sisganj Sahib, au cœur du bazar de Chandni Chowk.
L'histoire raconte comment, alors qu'une tempête de sable se lève soudain sur Delhi, deux disciples rapportent la tête du guru au Pendjab, tandis qu'un autre enlève le corps du guru laissé sans sépulture, l'emmène dans sa propre maison et y met le feu en guise de bûcher funéraire.
Guru Tegh Bahadur aura composé une centaine d'hymnes plus tard incluses au Siri Guru Granth Sahib, Le Livre saint du sikhisme.